# Dear Friends 2
Albums de SPEED
Carry On My Way
(22 déc. 1999) Bridge
(27 nov. 2003)
Compilations par SPEED
Dear Friends 1
(29 mars 2000)
Lives par SPEED
Memorial Live
(19 déc. 2001)
Dear Friends 2, sous-titré Speed the Memorial Best 1335 Days (en fait écrit : SPEED THE MEMORIAL BEST 1335days) est le troisième album compilation de SPEED. Son titre est parfois inversé en « Speed the Memorial Best 1335 Days - Dear Friends 2 ».

## Présentation
L'album, écrit, composé et produit par Hiromasa Ijichi, sort le 29 mars 2000 au Japon sur le label Toy's Factory, dans un boitier spécial de type digipack avec un mini-calendrier en supplément. Il sort trois mois seulement après le précédent album original du groupe, Carry On My Way, et le même jour qu'une autre compilation similaire homonyme, Dear Friends 1. Ces deux albums sont alors présentés comme les disques d'adieu du groupe, dont la séparation définitive était prévue dans les jours qui suivent (il se reformera en fait à plusieurs reprises par la suite, avec de nouvelles sorties).
Dear Friends 2 atteint la 3e place du classement des ventes de l'Oricon, et reste classé pendant huit semaines. Il se vendra un peu plus que Dear Friends 1 classé 4e, et restera le cinquième album le plus vendu du groupe, après les quatre sortis avant lui.
C'est une compilation qui contient treize titres parmi les plus récents du groupe : les chansons-titres de ses cinq derniers singles d'alors, deux de leurs faces B (jusque-là inédites en album), trois titres tirés des deux premiers albums du groupe Starting Over et Rise (un medley et deux chansons, dont une remaniée pour la compilation), et trois chansons inédites (Back to the Street, Secret Eyes et April).

## Liste des titres
Toutes les chansons sont écrites et composées par Hiromasa Ijichi, arrangées par Yasutaka Mizushima.
| 1.  | Back to the Street -Little World e no Omoi- (... -リトルワールドへの想い-) | Chanson inédite                             | 3:51 |
| 2.  | All My True Love (ALL MY TRUE LOVE)                                        | 8e single / compilation Moment              | 5:18 |
| 3.  | Alive (ALIVE)                                                              | 7e single / compilation Moment              | 5:04 |
| 4.  | Secret Eyes                                                                | Chanson inédite                             | 4:49 |
| 5.  | Up To You!                                                                 | Face B du 7e single                         | 3:26 |
| 6.  | Precious Time                                                              | 9e single / album Carry On My Way           | 5:58 |
| 7.  | Too Young -Millennium Remix-                                               | Version remaniée d'un titre de l'album Rise | 5:20 |
| 8.  | Breakin' Out to the Morning (Breakin' out to the morning)                  | 10e single / album Carry On My Way          | 4:10 |
| 9.  | Kisetsu ga Iku Toki (季節がいく時)                                         | Face B du 9e single                         | 4:05 |
| 10. | Long Way Home -Single version-                                             | 11e single / remanié sur Carry On My Way    | 5:39 |
| 11. | Starting Over                                                              | De l'album Starting Over                    | 5:26 |
| 12. | Starting Over (reprise) ~ Walk This Way                                    | Medley, de l'album Starting Over            | 1:40 |
| 13. | April ~ Theme of "Dear Friends"                                            | Chanson inédite                             | 5:55 |